# Richard Miles (Diplomat)

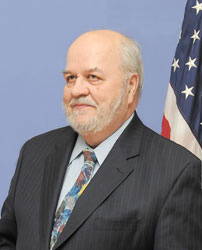
Richard Miles

Richard „Dick“ Monroe Miles (* 8. Januar 1937 in Little Rock, Arkansas) ist ein ehemaliger US-amerikanischer Diplomat, der unter anderem von 1992 bis 1993 erster Botschafter der Vereinigten Staaten in Aserbaidschan, zwischen 1996 und 1999 kommissarischer Geschäftsträger der Botschaft in der Föderativen Republik Jugoslawien, von 1999 bis 2002 Botschafter in Bulgarien sowie zwischen 2002 und 2005 Botschafter in Georgien war.

## Leben

### Militärdienst, Studien und Eintritt in den diplomatischen Dienst

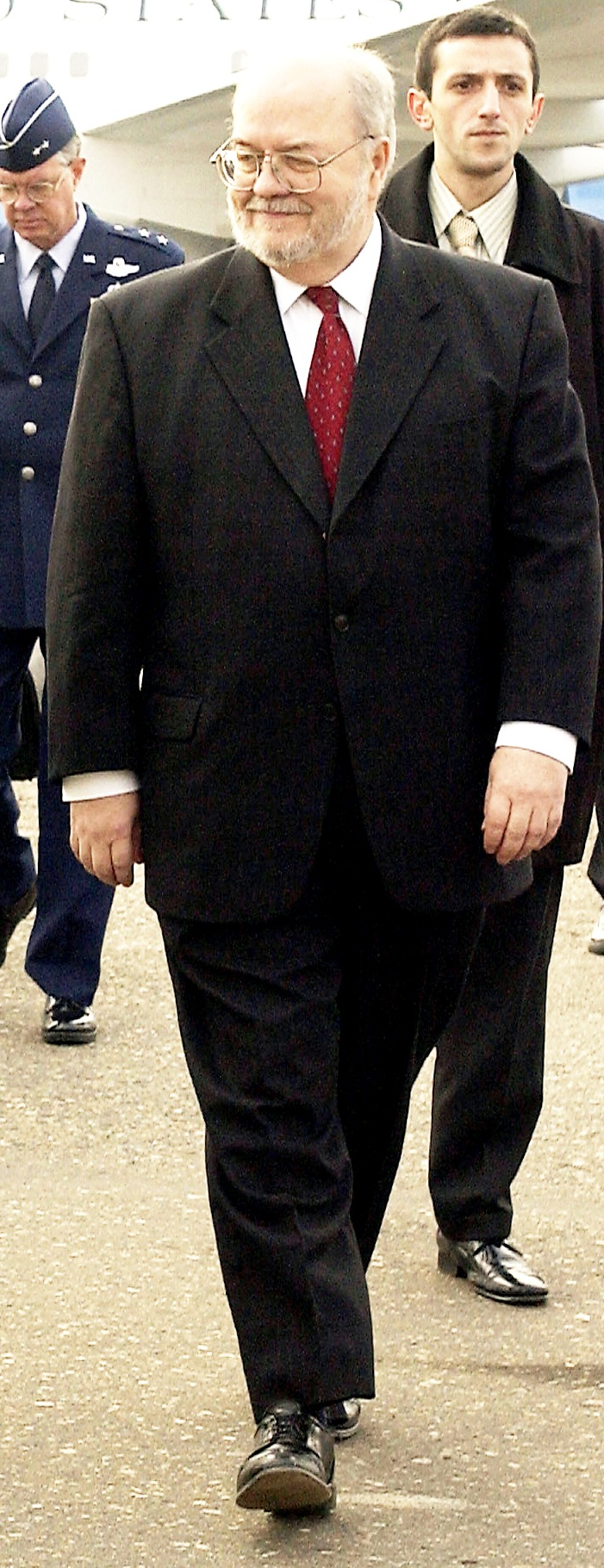
Dick Miles als Botschafter in Georgien (5. Dezember 2003)

Richard „Dick“  Monroe Miles leistete von 1954 bis 1957 Militärdienst im US Marine Corps (USMC) und absolvierte daraufhin ein erstes grundständiges Studium am Bakersfield College, welches sie mit einem Associate of Arts (AA) beendete. Ein darauf folgendes weiteres grundständiges Studium an der University of California, Berkeley schloss sie 1962 mit einem Bachelor of Arts (AB) ab, während sie ein postgraduales Studium an der Indiana University Bloomington (IUB) 1964 mit einem Master of Arts (MA) beendete. Nachdem er das Institut für die Russische Sprache der US Army in Garmisch-Partenkirchen absolviert hatte, trat er 1967 als Foreign Service Officer in den diplomatischen Dienst des Außenministeriums ein.
Nach zahlreichen darauf folgenden Funktionen war er zwischen 1979 und 1981 Referent für Jugoslawien im Referat für Osteuropa-Angelegenheiten (Office of East European Affairs) und danach von 1981 bis 1983 stellvertretender Leiter des Referats Regionale Sicherheitsangelegenheiten im US-Außenministerium (Deputy Director, Office of Regional Security Affairs). Danach war er von 1983 bis 1984 als Fellow der American Political Science Association (APSA) in den Stab von Fritz Hollings, dem demokratischen US-Senator für South Carolina abgeordnet. Danach war er von 1984 bis 1987 als Botschaftsrat für politische Angelegenheiten an der Botschaft in der Sozialistischen Föderativen Republik Jugoslawien tätig sowie zwischen 1987 und 1988 als Fellow am Weatherhead Center for International Affairs der Harvard University. Danach fungierte er von 1988 bis 1991 als Generalkonsul in Leningrad, ehe er zwischen 1991 und 1992 als Principal Officer Verwaltungsleiter der Botschaft in Berlin war.

### Botschafter in Aserbaidschan, Jugoslawien, Bulgarien und Georgien
Am 11. August 1992 wurde Dick Miles zum ersten Botschafter der Vereinigten Staaten in Aserbaidschan ernannt und übergab dort am 16. September 1992 seine Akkreditierung. Er verblieb auf diesem Posten bis zum 15. November 1993 und wurde daraufhin von Richard Kauzlarich abgelöst. Danach war er zwischen 1993 und 1996 als Deputy Chief of Mission Ständiger Vertreter und Stellvertreter des Botschafters in der Russischen Föderation. Im August 1996 wurde er als Nachfolger von Lawrence E. Butler kommissarischer Geschäftsträger der Botschaft in der Föderativen Republik Jugoslawien und verblieb in dieser Funktion bis zur Schließung der Botschaft in Belgrad am 23. März 1999, woraufhin das Botschaftspersonal das Land am darauf folgenden 24. März 1999 verließ.
Daraufhin wurde Miles am 9. August 1999 zum  Botschafter in Bulgarien ernannt, wo er am 8. September 1999 als Nachfolger von Avis Bohlen am 8. September 1999 sein Beglaubigungsschreiben überreichte. Er hatte dieses Amt bis zum 28. Februar 2002 inne und wurde daraufhin von James W. Pardew abgelöst. Am 1. April 2002 erfolgte seine Ernennung zum Botschafter in Georgien, woraufhin er dort am 13. Mai 2002 als Nachfolger von Kenneth Spencer Yalowitz seine Akkreditierung übergab. Er bekleidete dieses Botschafteramt bis zum 12. August 2005 und wurde danach von John F. Tefft abgelöst. 2006 wurde er Exekutivdirektor des Open World Leadership Center der Library of Congress. Nach der Abberufung von Botschafterin Pamela L. Spratlen war er vom 13. Februar 2015 bis zum Amtsantritt von Botschafterin Sheila Gwaltney am 14. Oktober 2014 als (Chargé d’Affaires) Geschäftsträger und Leiter der Botschaft in Kirgisistan.
Aus seiner am 18. Juni 1960 geschlossenen Ehe mit Sharon O’Brien gingen der Sohn Richard und die Tochter Elizabeth hervor.